# Andromeda – Tödlicher Staub aus dem All (2008)
Andromeda – Tödlicher Staub aus dem All ist ein zweiteiliger Science-Fiction-Film aus dem Jahr 2008, der auf dem gleichnamigen Roman von Michael Crichton beruht und eine Neuverfilmung des Films von 1971 darstellt. Regie führte Mikael Salomon nach einem Drehbuch von Robert Schenkkan. In Deutschland erschien der Film am 4. Juni 2009 auf DVD.

## Handlung
Die Handlung ähnelt in groben Zügen derjenigen der Originalverfilmung von 1971. Die Absturzstelle der Weltraumsonde wird aber in der Neuverfilmung von New Mexico nach Utah verlegt.
Dieser Film zeigt Aspekte von Gewaltverbrechen (als Folge des Virus) und Umweltverschmutzung.

## Kritiken
TV Spielfilm sah ein „unnötig aufgerüschtes Remake eines Klassikers“ und fand, „der Zweiteiler […] pendelt zwischen erstaunlich spannend und strunzdummem Melodrama, Öko-Botschaft und Sci-Fi-Gequatsche. Die Verfilmung von Robert Wise (1971) bleibt unerreicht.“

## Bemerkungen
Das Material, in dem der fremde Organismus eingeschlossen wurde, besteht aus mit Rubidium- und Schwefelatomen dotierten Fullerenen, die eine Gitterstruktur in Form eines Ikosaederstumpfs (auch „Buckyball“ genannt) mit 60 Ecken haben. Die äußere Hülle der Raumsonde hat die regelmäßige Form eines Ikosidodekaederstumpfs.